# Casino Salviati

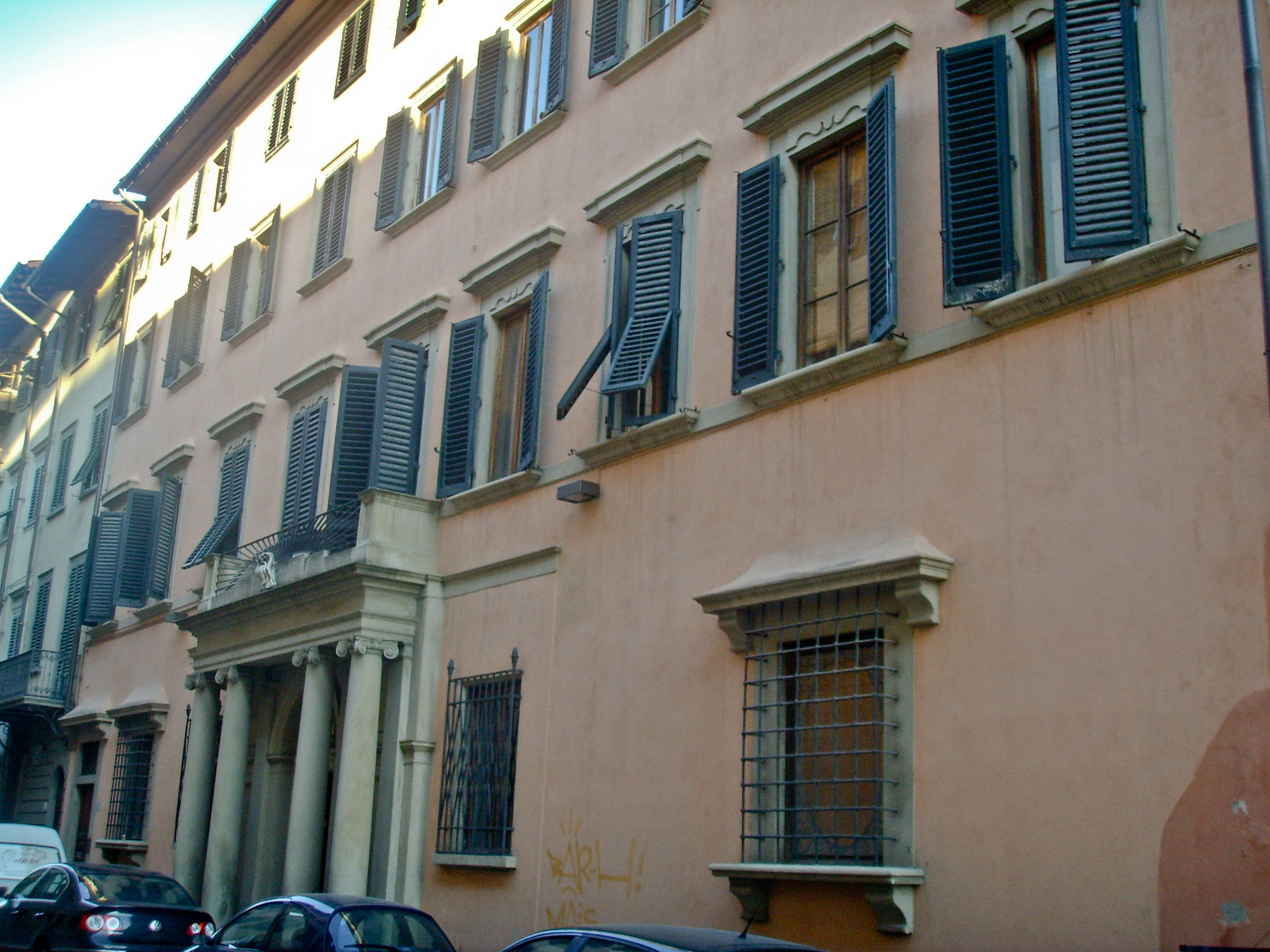
Fachada do Casino Salviati.

O Casino Salviati, ou Casino Borghese, é um palácio de Florença que se encontra no Borgo Pinti.
O terreno foi adquirido pelos Salviati no final do século XVI, mas estava destinado previamente a um jardim. Só no século XVII foi realizada uma casa senhorial (casa da signore) segundo projecto do arquitecto Gherardo Silvani.
Em 1794, o Cardeal Gregorio Salviati, último descendente da Casa Salviati, passou a propriedade ao Príncipe Camillo Borghese, filho da sua irmã Marianna. 
Remonta à época do matrimónio entre Camillo e Paolina Bonaparte a reestruturação do chamado Casino , por obra do arquitecto Gaetano Baccani (1834) e a reconversão do jardim segundo a moda então dominante, de jardim à italiana para parque romântico à inglesa. Hoje, metade do jardim está aberto ao público como Jardim do Burgo (Giardino del Borgo).
Foi realizada uma entrada em estilo neoclássico com colunas que suportam uma varanda e emolduram o portal.

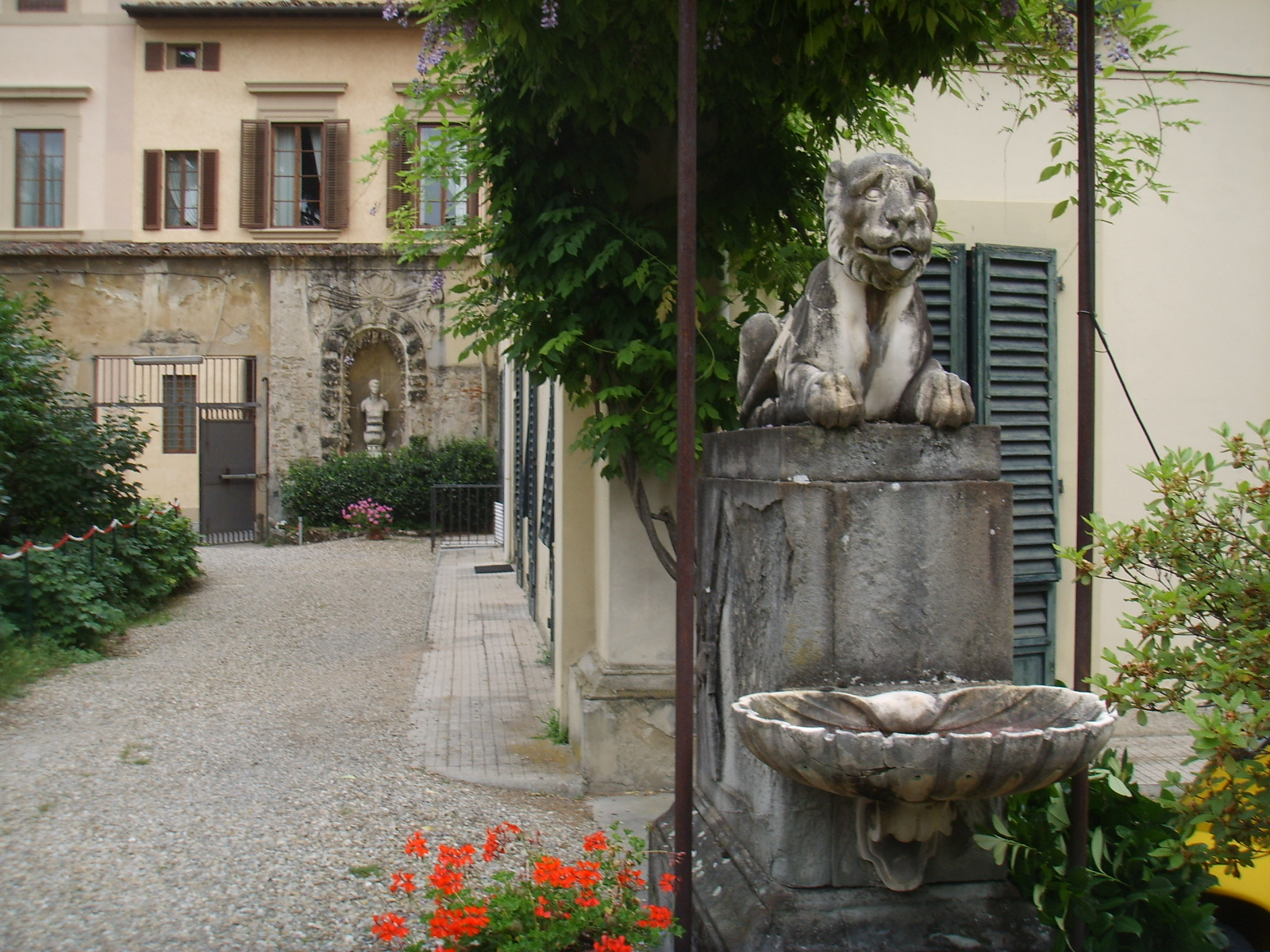
O jardim
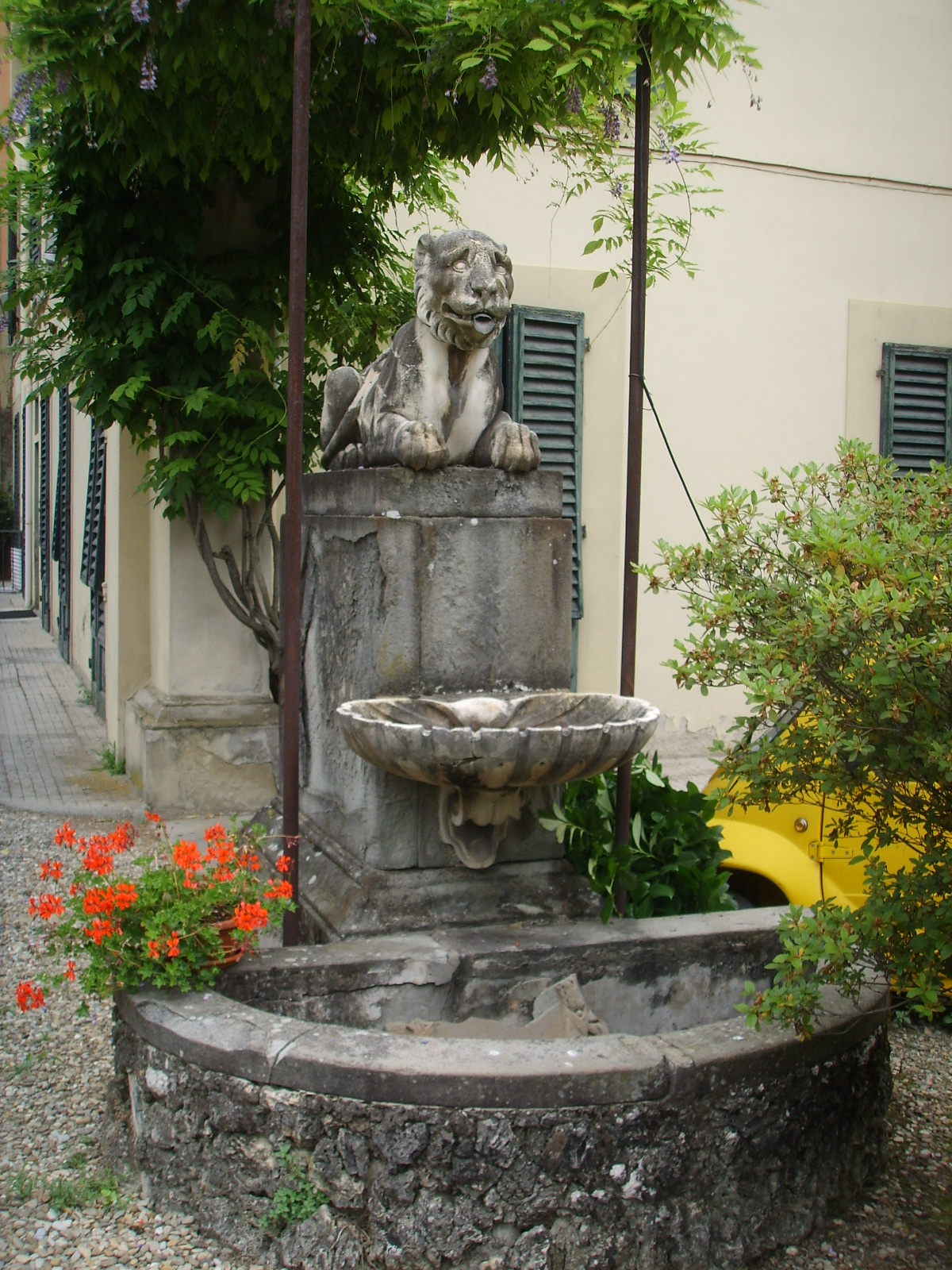
O jardim
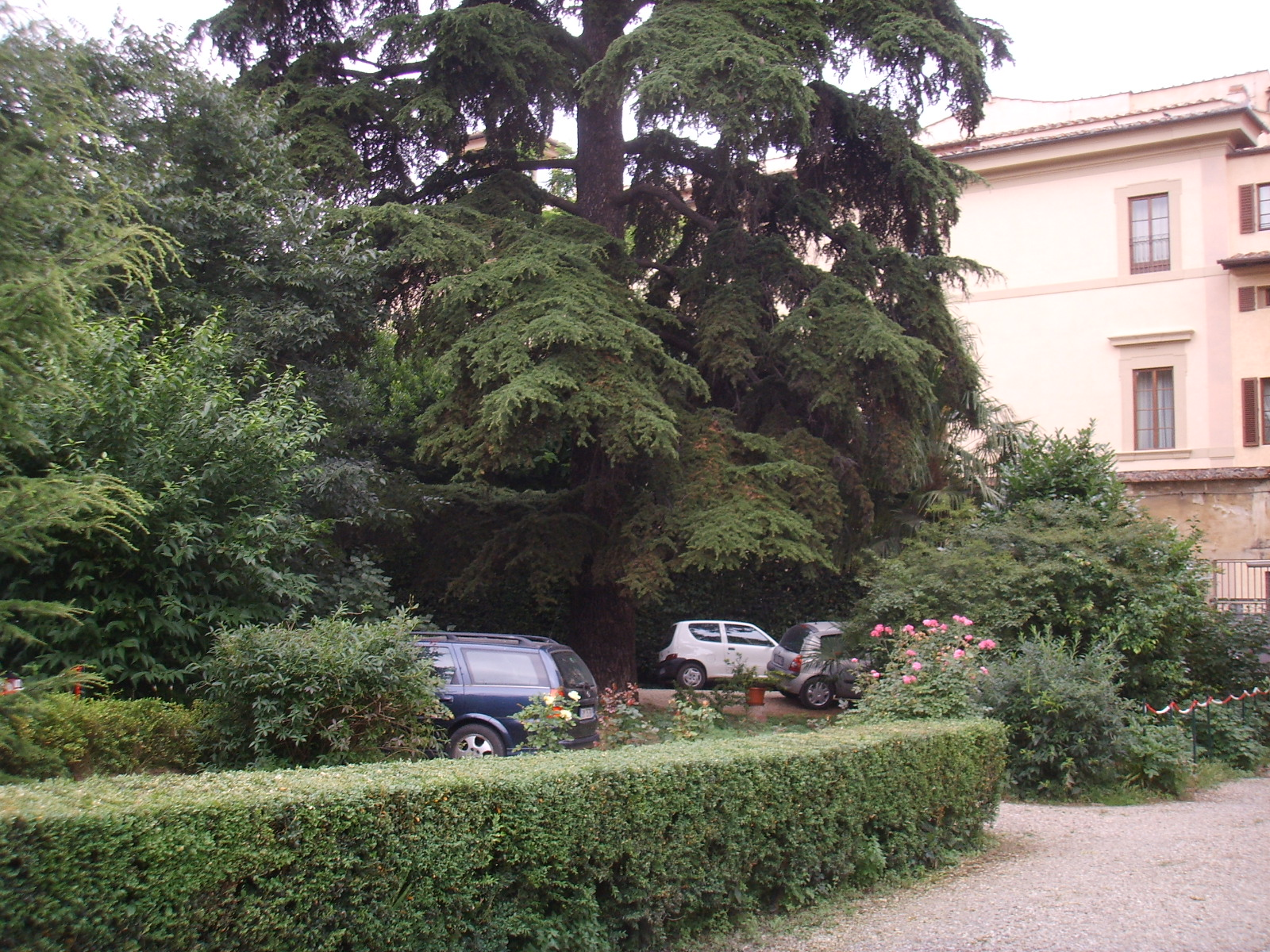
O jardim